# Крим
Вижте пояснителната страница за други значения на Крим.
Кримският полуостров, Крим (на украински: Крим, Кримський півострів; на кримскотатарски: Qırım, Qırım yarımadası / Къырым, Къырым ярымадасы; на руски: Крым, Крымский полуостров) е полуостров в северната част на Черно море, на югозапад от Азовско море. На север чрез тесния (до 8 km) Перекопски провлак се съединява с Източноевропейската равнина, а на изток Керченският проток го отделя от нея. На изток между Черно и Азовско море е разположен Керченският полуостров, а на запад стесняващата се част образува Тарханкутския полуостров.
Кримският полуостров е част от територията на Украйна, но през февруари 2014 година е окупиран от Русия, която на 18 март го обявява за анексиран.

## История на Крим
Полуостровът има богата история от най-древни времена. Бил е част от елинската култура, Римската империя, Византия. През XV – XVIII век е център на Кримското ханство, васално на Османската империя. През 1783 г. е присъединено от Екатерина Велика към Руската империя.
През Гражданската война Крим е ожесточено оспорван между двете воюващи страни, като към ноември 1920 година е трайно присъединен към Съветска Русия, а малко по-късно е образувана Кримска автономна съветска социалистическа република, която съществува до лятото на 1945 година. През 1954 г. ръководството на СССР прехвърля Крим от РСФСР на УССР.
През 1991 г. територията и акваторията на полуострова стават част от независима Украйна, чрез административните единици Автономна република Крим и град Севастопол. През 1992 за кратко Крим обявява независимост. През 2014 г. в условията на руска военна окупация на 16 март е проведен референдум, при който 95,5% от гласувалите при преброени 50% от гласовете и избирателна активност от 85% (по данни на изборната комисия) избират присъединяване към Русия. На 17 март АРК обявява независимост като Република Крим и на 18 март заедно с град Севастопол са приети в състава на Руската федерация като два отделни федерални субекта, образувайки Кримския федерален окръг.
На 27.03.2014 г. при гласуване в Общото събрание на ООН 100 държави гласуват резолюция, призоваваща за уважаване на териториалната цялост на Украйна, 58 се въздържат (включително Китай), а 11 държави (сред които Армения, Беларус и Русия) гласуват против. ЕС, САЩ и други държави налагат санкции срещу Русия.

## Наименование
Името на полуострова произлиза от тюркското Къръм (Qırım), означаващо вал, стена, ров. В руски исторически източници се среща името Таврида.

## География
На североизток, между полуострова и дългата пясъчна коса Арабатска стрелка се простира системата от плитки заливи Сиваш. Северната, голяма част от полуострова представлява степна равнина (Степен Крим), а южната, малка по площ е заета от Кримските планини, които се простират от Севастопол на запад до Феодосия на изток. Те се състоят от три паралелни хребета с полегати северни и стръмни южни склонове. Южният най-висок хребет е разположен непосредствено до брега на Черно море и в него се намира най-високата точка на Република Крим – връх Роман Кош 1545 m. По южното му подножие се простира крайбрежната полоса, носеща името Южен бряг на Крим. На места по него се срещат открити магмени скали във вид на лаколити (връх Аюдаг) и древни вулканични масиви (връх Карадаг).
По-важните полезни изкопаеми са: железните руди край град Керч, морската сол и лечебната кал в солените езера, мрамори, глини и мергели.
Климатът в северната част на полуострова е умерено топъл. Зимата е мека (средна януарска температура 1 – 2 °C), а лятото горещо (средна юлска температура 24 °C). По южния бряг на Крим климатът е средиземноморски: много топло лято (средна юлска температура 24 °C) и мека зима (средна януарска температура около 4 °C). Годишната сума на валежите по западните склонове на Кримските планини са около 1000 – 1200 mm, в източната част на полуострова 500 – 700 mm, а на север 300 – 500 mm.
С изключение на река Салгир, течаща през централната част на полуострова, всичките останали 1656 реки в Република Крим са малки реки и ручеи с обща дължина 5996 km. Речната система е развита неравномерно и се поделя на равнинна и планинска. Планинската речна система е добре развита, докато равнинната е рядка и много от реките пресъхват за няколко месеца. Реките, течащи в Кримските планини, са с дълбоки, на много места каньоновидни долини, а тези които текат на юг към Черно море са много къси, пълноводни и с много голям наклон. В района на град Ялта на река Учансу се намира едноименният водопад с височина 98 m. Най-голямата река на полуострова е река Салгир, вливаща се в залива Сиваш, която обаче има съвсем слаб отток, а в отделни години пресъхва до 10 месеца. На реката е изградено най-голямото водохранилище на полуострова – Симферополското. Най-пълноводната река е Белбек, вливаща се в Черно море в района на град Севастопол. Други по-големи реки са: Черна, Кача, Алма. Подхранването на кримските реки е смесено като преобладава дъждовното, а в северните степни райони – снежното. За разлика от останалите руски реки пълноводието на кримските реки не е през пролетта и началото на лятото, а през зимно-пролетния период – от ноември до април, когато преминава над 80% от речния отток.
На територията на Крим има над 300 езера, като с малки изключения всички са солени и са разположени в близост до крайбрежието на полуострова. Те са предимно от лиманен и лагунен тип. Най-големи са: Червено, Старо, Сакско, Акташко, Тебечикско и др.
Почвите в северната част са кафяви, в комплекс със солончаци, в централната част – предимно южни черноземи, в предпланините и планините – кафяви горски, а по най-високите заравнени била – черноземновидни планинско-ливадни.
Северната равнинна част на Крим почти на 100% се обработва и тук-таме се среща степна растителност. По северните склонове на планините има дъбови, буково-гобърови, а на места и борови гори, а по южните склонове растителността е от средиземноморски тип.

## История

### Ранна история
Първите обитатели, оставили следи в района, са кимерийците, изгонени от скитите през седмото столетие пр.н.е. През същия период гръцки заселници започват да основават колонии на полуострова.
През следващите векове в античността областта е център на Боспорското царство, след това става част от Понт, но след 15 пр.н.е. де факто е подчинена на Рим.
През Средновековието Крим е завладяван от готи (около 250 г.), хуни (376 г.), прабългари (5 век) и втори път по времето на Стара Велика България (632 – 665 г.), хазари (8 век), Киевска Рус (10 – 11 век), Византия (1016 г.), кумани (1050 г.) и монголи (1237 г.). След 13 век генуезците превземат стари венециански селища и развиват търговия в района.

### Кримско ханство и Османска империя
След нашествието на хуните на полуострова се установяват тюркски народи. След унищожаването на Златната орда от Тимур, те сформират независимо Кримско ханство през 1441 г. под управлението на династията на Чингис хан.
През 1475 г. генуезките градове са превзети от османците. След тази дата кримските ханове стават подчинени на Високата порта.

### Руска империя
През 1774 г. Руската и Османската империя подписват Кючук-Кайнарджийския мирен договор, с който Кримското ханство получава независимост и на практика попада под руско влияние. През 1783 г. целият Крим е анексиран от Руската империя.
Кримската война от 1854 до 1856 г. оказва пагубно влияние върху икономиката и населението в района, като множество кримски татари са принудени да напуснат домовете си. Много от тях се заселват в Добруджа, Анадола и други части от тогавашната Османска империя. За първи път кримските татари се превръщат в малцинство в своите земи.

### Съветски съюз
По времето на Октомврийската революция, Крим е крепост на белите и тяхно последно убежище до 1920 г.
През 1921 г. е създадена Кримска автономна република в състава на РСФСР.
Крим е сцена на някои от най-кървавите битки между Червената армия и настъпващите германци през Втората световна война, сред които Обсадата на Севастопол и Керченско-Феодосийската операция (1941 – 1942).
През 1945 г. в Крим се провежда известната Ялтенска конференция.
От 18 май 1944 г. влиза в сила Сталиновата политика за етническо прочистване на Кримския полуостров, вследствие на което цялото кримско-татарско население е депортирано и въпреки реабилитацията от 1967 г., до последните дни на Съветския съюз на кримските татари не е разрешено да се завърнат в родината си.
През 1954 г. Кримският полуостров е предаден в състава на Украинската ССР. Широко разпространено е вярването, че това е станало по инициатива на съветския ръководител Никита Хрушчов в името на „дружбата между народите“ на СССР, като награда за украинското участие и жертви във Втората световна война, както и по повод на празнуването на 300-годишнината от провеждането на Переяславската рада (Събранието от Переяславъл). Съвременните историци обаче твърдят, че това твърдение не е съвсем вярно. Според някои украински изследователи, предаването на Крим на Украйна е била необходима мярка, поради трудната икономическа ситуация на полуострова, предизвикана от унищоженията по време на Втората световна война и недостига на работна сила след депортацията на кримските татари, тъй като преселниците на полуострова от руските региони не притежавали умения за земеделие в степните райони на Крим. Затова, през 1954 г., Кримската област е предадена на Украйна със следната формулировка: „Като се има предвид общия характер на икономиката, териториалната близост и тесните икономически и културни връзки между Кримската област и Украинската ССР“. Така, на 25 януари 1954, на заседание на Президиума на ЦК на КПСС (председателствана от Георгий Маленков), е одобрен проект на постановление на Президиума на Върховния съвет на СССР за прехвърлянето на Кримската област на РСФСР в състава на Украинската ССР. Първият секретар на Кримския обком на КПСС Павел Титов, който се противопоставя на предаването на полуострова на Украинската ССР, е отстранен от поста си и изпратен в Москва за поста заместник-министър на земеделието на РСФСР.
На 5 февруари 1954 г. Президиумът на Върховния съвет на РСФСР излиза с постановление за предаване на Кримската област на Украинската ССР.
| „ | Протокол № 41 от заседание на Президиума на Върховния съвет на РСФСР 5 февруари 1954 г. Като се има предвид общият характер на икономиката, териториалната близост и тесните икономически и културни връзки между Кримската област и Украинската ССР, Президиумът на Върховния съвет на РСФСР постановява: Предаване на Кримската област на РСФСР в състава на Украинската ССР. Настоящето постановление да се внесе за одобрение в Президиума на Върховния съвет на СССР. | “ |

19 февруари 1954 г. Президиумът на Върховния съвет на СССР издава „Указ за предаване на Кримската област от състава на РСФСР в състава на Украинската ССР.“ На 26 април същата година Върховният съвет на СССР издава „Закон за предаване на Кримската област от състава на РСФСР в състава на Украинската ССР.“, с който одобрява постановлението на своя Президиум и внася съответните промени в членове 22 и 23 от Конституцията на СССР. При предаването на областта не е взето под внимание желанието на населението на Крим, тъй като референдуми не се провеждат в СССР.

### В състава на независима Украйна
След разпадането на Съветския съюз, през 1991 г., на Кримския полуостров е образувана Автономна република Крим, която заедно с град Севастопол влиза в състава на новата независима държава Украйна. Преобладаващото руско население в автономната република и разположените на полуострова съгласно двустранен международен договор руски военноморски бази на незамръзващото Черно море са причина за напрежение между Украйна и Русия.
На 5 май 1992 г. Крим обявява независимост, която не е призната, и впоследствие е постигнато съгласие да остане част от Украйна като автономна република. Севастопол, намиращ се на територията на полуострова, остава град със специален статут (подобно на столицата Киев) поради наличието на главната руска военноморска база на Черно море.

### Кримска криза
Кримската криза настъпва на територията на Автономна република Крим и в град Севастопол през март 2014 година поради анексирането от страна на Русия. От 23 до 27 февруари се осъществява принудителна смяна на изпълнителните органи на властта в Севастопол и в Автономна република Крим. Новите власти отказват да признаят легитимността на правителството в Киев и се обръщат за помощ към ръководството на Русия.
Местните органи на властта в кратки срокове организират и провеждат на 16 март референдум за статута на Крим. На населението е предложено да отговори на въпроса за възможността за излизане на Автономна република Крим от състава на Украйна и присъединяването ѝ към състава на Руската федерация.
На 17 март 2014 година (на следващия ден след провеждането на референдума), въз основа на резултатите от референдума и Декларацията за независимост, приета на 11 март, е провъзгласена суверенна Република Крим, в състава на която влиза град Севастопол в качеството си на град с особен статут. На 18 март е подписан договор между Руската федерация и Република Крим за приемането на Крим в състава на Русия. В съответствие с този договор в състава на Русия влизат два нови субекта – Република Крим и градът с федерално значение Севастопол.

## Население
Населението на Крим е 2 милиона души (сред които 13% кримски татари). Столицата на републиката е Симферопол. Други важни градове са Севастопол, Керч, Евпатория и Балаклава, Ялта.
При преброяването на населението през 2001 г. в републиката живеят 2 033 700 души, като националният състав на населението е следният: руснаци (58%), украинци (24%), кримски татари (13%), беларуси, евреи, немци, караими, арменци, българи, гърци, цигани и др. Населението на отделния град Севастопол е 378 хил. души (2005).
Според данни от преброяването на населението през 1939 г., населението на Крим е било 1 126 429 души, от които 51,5% руснаци и 25,9% – кримски татари.
Съгласно приетата през април 2014 година Конституция на Република Крим, официалните държавни езици са руски, украински и кримско-татарски.
Числеността на градското население е 1 274 300 души, което представлява 62,7% от общия брой, а на селското – 759 400 души или съответно – 37,3%.

## Други
На Крим е наречена улица в квартал „Люлин“ в София (Карта).